# Беліцер Володимир Олександрович
Володи́мир Олекса́ндрович Бе́ліцер (у деяких джерелах — Бє́ліцер) (30 вересня 1906, Рязань — 4 березня 1988, Київ) — український біохімік, академік АН УРСР (з 1957; член-кореспондент з 1945), завідувач відділу Інституту біохімії ім. О. В. Палладіна АН УРСР. Вперше у світі описав процес окисного фосфорилювання у результаті дихання. Дослідив механізми згортання крові, зокрема процес полімеризації фібрину.

## Біографія

### Дитинство і батько
Народився в Рязані в родині ветеринарного лікаря, Олександра Васильовича Беліцера. Олександр Беліцер працював завідувачем ветеринарного відділу Рязанського губернського земського управління. З 1917 року — професор епізоотології Донського ветеринарного інституту в Новочеркаську. З 1922 року очолював кафедру епізоотології та інфекційних хвороб Московського ветеринарного інституту. 1933 року репресований.
Мати — Любов Борисівна Беліцер, сестра Володимира — Надія.

### Доросле життя
1930 року закінчив біологічний факультет Московського університету за спеціальністю «фізико-хімічна біологія».
Працював у Всесоюзному інституті експериментальної медицини імені О. М. Горького. За роботи у галузі тканинного обміну 1935 року отримав ступінь кандидата біологічних наук без захисту дисертації. У 1936 році отримав звання професора.
Під час другої світової війни працював у Томську в евакуації.
З 1944 — керівник лабораторії ферментів Інституту біохімії імені О. В. Палладіна. На базі цієї лабораторії 1966 року було створено відділ структури і функції білка. Беліцер був завідувачем відділу з часу створення до 1987 року. Протягом 1969-1972 років працював директором Інституту біохімії.
У 1944 році був обраний членом-кореспондентом АН УРСР. 1957 року став академіком АН УРСР.
1986 через падіння зламав шийку стегна, відтоді не вставав з ліжка. Помер 4 березня 1988 року в Києві.

## Наукова діяльність
Перші роботи Беліцера були присвячені процесам тканинного обміну в мозку.
У 1936—1941 роках він займався проблемою клітинного дихання. Беліцеру вдалося вперше у світі виявити процес фосфорилювання АДФ, спряжений з окисненням глюкози в процесі дихання. Пріоритет Беліцера визнається у світі, зокрема нобелівським лауреатом Пітером Мітчеллом.
Під час війни займався проблемами консервування крові та створення білкових замінників крові. За його участі (разом з К. І. Котковою) було створено замінник крові БК-8 з бичачої крові, що була піддана денатурації, яка зокрема зменшувала видоспецифічність й антигенну реакцію відторгнення при переливанні. Беліцер показав, що білки мають дискретні фазові стани — біологічно активний та денатурований.
Працюючи в Києві, вивчав процес самозбирання фібрину під час згортання крові. Кінцевий етап згортання — утворення фібринових волокон у 50ті роки вважався процесом денатурації фібриногену. Разом із своїми співробітниками Беліцер показав, що замість денатурації відбувається полімеризація мономерів фібрину, виділив молекулу мономеру фібрину, збудував модель переходу від розчинного фібриногену до нерозчинного полімерного фібрину.
За цикл робіт, присвячених вивченню проблеми молекулярних механізмів збирання волокон фібрину, був нагороджений Премією АН УРСР імені О. В. Палладіна за 1981 рік.

## Фотогалерея

Беліцер В.О. в дитинстві з сестрою і гувернанткою
Беліцер В. О. з донькою Наталією, в майбутньому -  вченим,  доктором біологічних наук, матір’ю Булкіна Кирила Вікторовича  (1947)
Беліцер В.О. з дружиною Т. В. Солодовнік і донькою Наталією (1948)
Беліцер В. О. за роботою (1948)